# 副島隆彦
副島 隆彦（そえじま たかひこ、1953年〈昭和28年〉5月1日 - ）は、日本の作家。「副島国家戦略研究所」（SNSI）を主宰。元代々木ゼミナール講師。

## 人物

### 概要
1953年5月1日、福岡県福岡市生まれ。1978年、早稲田大学法学部卒業。吉本隆明・久野収・小室直樹・岡田英弘・片岡鉄哉を師と仰ぎ、政治思想・法制度論・経済分析・社会時事評論の分野で評論家として活動。それ以外にもカール・マルクスやフランシス・フクヤマやアイン・ランドやマックス・ヴェーバー、中村元、富永仲基、竹内久美子にも多大の影響を受け尊敬する。日米の政財界・シンクタンクに独自の情報源を持つとのことで、「民間人・国家戦略家」として、「日本は国家として独自の国家戦略を持つべきだ」と主張している。作家の佐藤優からリバータリアンと評されている。

### 学生時代
マルクス主義や社会主義等の左翼思想に影響を受け、その後ニキータ・フルシチョフのスターリン批判や世界の左派の流れと同調するように、反帝国主義・反スターリン主義のトロツキズムである新左翼の学生運動にはまっていった。多くの左派系の団体に参加していたが、本当は家で寝転んで本でも読んでいる方が好きだったという。この頃から吉本隆明を教祖の様に仰いでいた。内ゲバなど生命の危険に晒されながらも活動を続けたが、姉の夫が病気で寝たきりになったことから危険な活動からは身を引いた。
その後小室直樹が主宰していた東京大学の自主ゼミに通い、学問の分野を超えて、社会学、政治学、経済学、法学等の指導を受ける。

### 評論家へ
大学卒業後銀行に就職し、イギリスの銀行への出向を経て退職。その後日本に帰国し3年ほどは無職で過ごしていた。映画「フェーム」に影響されいろいろな出版社に自分の文章の売込みを始め、雑誌に執筆者名が載らない「埋め草（うめくさ）原稿」を書く仕事を手始めに、次第に仕事の幅を拡げていった。また1986年から代々木ゼミナールで英語講師を務め、後述する、英和辞典を巡る一方的批判（#英語。実際には玉石混淆のもの）を契機にメディアでの知名度を高めた。この後、1998年常葉学園大学教育学部生涯学習学科助教授、2004年同教授、2009年から同特任教授を務めた。

### 属国論の展開
銀行員時代、アメリカ勤務を通して得た多くのアメリカ人・イギリス人の友人たちと10年以上にわたり議論を繰り返した結果、日本の学問・思想が、学問・思想における世界的普遍価値から大きく外れたものであり、しかも日本の学者・思想家が自らの利権を守るためそれを密教と化して、日本国民に大きな事実を隠してきたことを知ったと主張する。そのため、日本の一般民衆は、自分ですら自分が何を考えているかわからない無意識の状態になっており、その結果、日本では、政治家が育たず、国家戦略なき国家となり下がり、意識的・無意識的に、イギリス、アメリカ等その時代時代の覇権国のコントロールを受けていると主張する。
1994年に総合法令から『政治を哲学する本』（後に後掲『決然たる政治学への道』に改題）で、アメリカこそが世界の覇権国であり、日本や韓国、台湾、フィリピンを含め西欧諸国、エジプトなどのアフリカ諸国ですらその属国の一つにすぎないとする属国論を提唱し、日本は、アメリカに政治、金融経済、学問・思想のすべての面で完全に敗北しており、その現実を直視することによって初めて日本固有の民族的価値を守ることができると主張した。その上で、学問・思想における世界的普遍価値に基づけば、日本は天皇を主君とする前近代的な王制国家であることは明白であると説明し、明治維新について、理想に燃える下級武士が単独で近代革命を成し遂げたと説明する司馬遼太郎によるいわゆる司馬史観を否定し、イギリスが当時覇権を争っていたロシア帝国の勢力拡大を防ぐため、岩倉具視、坂本龍馬らのスパイを育成・使役することによって親イギリス政府を作るという世界戦略の一環であったと主張している。

### アメリカ政治・思想・経済分析
アメリカが世界覇権国であるゆえんを明らかにするためには、そのよって立つ世界普遍価値を明らかにする必要があると考え、1995年に当時のアメリカの政治家と知識人の世界における思想的な対立を体系的に紹介し、ネオコンやグローバリズム、 リバータリアンによるアイソレーショニズムという政治的な対立を他に先駆けて紹介した。

### 中国政治経済分析
中国の赤い国家資本主義は崩壊などしない。巨大な成長を続けている中国の発展を築いた、改革開放を唱え推進した鄧小平が偉かった。
後発国が先進国の技術を得ることで、進んだ国がかけた労力をかけずに追い越す、後発性の優位で経済発展を遂げ、中国民衆を貧困から救い出した。
西洋では民主主義と資本主義はセットと考えられているが、中国人に民主政体は時期尚早と考えていた。
民主政体によって統治能力が下がり内戦が起きている発展途上国は数多くある。英国も女王を頂に置いているのである。共和制にすれば良いというものではない。
民度がなっていない民主体制で経済発展できるわけではない。この点中国は賢明な指導者の下で経済発展が成功を収めた。

### 神学・宗教分析
副島自身は特定の宗教や神学への信仰はないが、宗教を学問の対象として学ぶマックス・ヴェーバー流の宗教社会学を小室直樹から学ぶ。副島の神学・宗教理解（特にキリスト教）はその他にフリードリヒ・ニーチェの影響がある。副島は神道・キリスト教・儒教・仏教は性欲否定と金銭否定と教団を作ることから駄目だと論じる。その崇高な使命は偽善に転化していると主張する。そしてありのままの人間像を愛する道教を賞賛している。しかしそれは偽善がないというだけで本当はイエス・キリストや仏陀の方が好きだという（副島はイスラム教も偽善がないと賞賛している）。副島のキリスト教理解の核がニーチェ・マックス・ヴェーバー、小室直樹だとすると、仏教理解は主に中村元と富永仲基の影響が大きい。副島の仏教批判は大乗仏教に向かっており仏陀以外の権威を否定し、大乗仏教はただの信仰であり本物の仏教ではないと批判している。そして輪廻を抜け出し解脱するということは当時のインドの信仰の輪（ヒンドゥー教）から抜け出すということであり、仏陀は輪廻を抜け出したのではなく輪廻など考えなくてよいというところに行ったと主張している。また解脱と輪廻転生はヒンドゥー教の思想であって仏教や釈迦の思想ではないとしてそれらを否定している。それと日本の神道は中国の道教が日本的に変化したものだとも言っている。

### 金融
国民の個人金融資産を監視するマイナンバーが襲いかかってくる。銀行預金の引出し制限が行なわれ始めている。金融統制として貴金属の個人取引禁止が国民に襲いかかる。もう自由はなく恐ろしい統制経済時代がやってくる。国民は今のうちに金地金現物を買って、自分の身近に保有し続けておくべきである。それが個人資産を守る。官僚たちの言うことなんかをバカ正直に聞いて従っていたら、資産はすべて奪い取り上げられ財産は消えてなくなる。

### 日本の大学制度への批判
副島は、世界普遍的価値に基づけば、14世紀にヨーロッパで成立した大学は、神学、法学、医学、哲学の4つの学部からできており、哲学それ自身は、もともとは神学の下女あるいははした女としての位置付けであったが、哲学をもとに、日本語でいう科学は発展したのであって、その内容は「物理的な自然、自然法則、人間社会についての諸事実を観察と検証によって人間が獲得する体系化した知識のこと」で、科学と学問とは同義であり、したがって、自然科学と社会科学の区別は存在せず、また、文学は厳密には学問ではなく、学問を始める前の準備として初等ないし下級学問（リベラル・アーツ）の意味しか有しないことを指摘し、理系と文系を分け、文学部哲学科、人文科学部なる意味不明なものを擁する日本の大学制度を批判している。

### 日本の英語教育への批判
日本の英語教育は世界最低レベルだと喝破しており、それこそ日本の英語教育全体レベルで基本動詞、基本名詞、基本助動詞の理解・解釈が誤っている旨を指摘している。

### 経済学
経済学を貫く根本理論はY＝Mという大原則公式へ帰納される。実物経済Yield産出量は＝全て金融経済MoneyM貨幣量と関係をとらえる重要公式である。 Y＝Mゆえに　Y＝C+I　すなわちケインジアン経済学。 IS＝LM すなわちヒックス方程式。 X＝C+N すなわちマルクス経済学。 古典派経済学も　M＝kpY　すなわちマーシャルのケンブリッジ方程式。  Mv＝PT　すなわちフィッシャーの交換方程式。 すべて大原則公式Y＝Mから演繹される。　理論経済学すべてを書き表わしてきた根本公式Y＝M　Yield＝Moneyが経済学の全体像を掴む重要理論である。

## 主張に対する評価
- 2004年には人類の月面着陸はなかったとウェブページと著書で主張した[12]。新聞の書評に「夏バテにはドリンク剤とトンデモ本が一番」と紹介され[13]、と学会からも間違いを指摘され[14]、インターネット上でも同様の議論が数多くなされた。『人類の月面着陸は無かったろう論』の後書きで副島は、「私の主張が明白に間違いで、アポロ11号の飛行士たちが月面に着陸していたことの明白な証拠が出てきたら、その時は私は筆を折る。もう二度と本を書いて出版することをしない。」と書いている。ただし2009年にルナー・リコネサンス・オービターが撮影した[15]アポロ月着陸船の写真[16]については自サイトの掲示板[17]で「ワハハ、ゲラゲラ」などと意味不明なコメントをしている。
- ナチス・ドイツがユダヤ人をガス室などの方法で絶滅しようとしたとされるホロコーストの内容に疑問を投げかけ、ガス室などの実在性に証拠が存在しないと主張するいわゆる「ホロコースト見直し論（ホロコースト否認論）」を支持している（マルコポーロ事件、ホロコースト否認参照）。これについての批判もネット上で多くみられる。
- 靖国神社については批判的である。 靖国神社への閣僚参拝を推し進めるグループを「カルト・オブ・ヤスクニ」と呼んで批判している。
- 以前、代々木ゼミナールで英語講師を務めていたこともあり、英文法関連の著作があるほか、研究社刊行の英和辞典は間違いだらけであるとする著作を発表（別冊宝島）。同著に対しては英語学者で辞書編纂家の山岸勝榮から詳細かつ建設的な反論がなされただけでなく[18]、研究社から同著の出版元であるJICC出版局（現宝島社）に対し出版の差し止めと名誉毀損による損害賠償を求められ東京地裁に訴えを起こされた（その後に「裁判はどうなったの」という人向けに、改めて「別冊宝島」で書いている。そこでは、「英語の議論になるかと期待したが研究社は卑怯にも裁判に逃げ込み論争が封殺された」といった趣旨のことを一方的に書いている）。判決では出版の差し止めは退けられたが、損害賠償に関しては研究社の主張が一部認められ400万円の賠償が宝島社に命じられた。その後、宝島社の控訴が棄却されて判決は確定した。ただし、副島が指摘した単純ミスの箇所が放置されていたことは事実であるほか（警察は通常複数形をとるのに、長年単数形扱いであったことなど）、安西祐一郎訳「心の社会」の書名を誤訳だとしたのは、彼が最初である。

## エピソード
- 雑誌の対談等で漫画家小林よしのりに対し自身の学問上の師である小室直樹、岡田英弘に次ぐ師であると絶賛し告白する。理由は日本の保守派が実際のところ愛国派の衣を被った米国に媚びへつらう飼い犬のポチでしかない事を小林が見抜いたと考えたため。
- 著書『あと5年で中国が世界を制覇する』の中で黄文雄 (評論家)、櫻井よしこ、金美齢のような人たちが、CIA（中央情報局）から資金をもらったりしていると書いている。
- 中川昭一財務・金融担当大臣（当時）によるローマでの泥酔会見について、『日米「振り込め詐欺」恐慌』や、『売国者たちの末路（対談本）』のなかで、独自の見立てを披露した。特に、この騒動の直後に書かれた『日米「振り込め詐欺」恐慌』では、「国民は、彼（中川）を守らなければならない。」と記した。ちなみに、この書が公刊された半年後、中川は死去している。
- 栗本慎一郎の選挙を勝手に応援していたことがあると、自身のHP「今日のぼやき」で告白したことがある[19]。
- 2016年アメリカ合衆国大統領選挙においてドナルド・トランプ大統領当選を的中させた。[要出典]

## 著書

### 現代政治思想の研究
- 『政治を哲学する本』総合法令、1994年6月9日。 のち『決然たる政治学への道』 弓立社 ISBN 4896672089
- 『現代アメリカ政治思想の大研究 <世界覇権国>を動かす政治家と知識人たち』筑摩書房 1995 のち『世界覇権国アメリカを動かす政治家と知識人たち』 講談社+α文庫 ISBN 4062563347
- 『アメリカの秘密 ハリウッド政治映画を読む』メディアワークス・主婦の友社 1998 のち『ハリウッド映画で読む世界覇権国アメリカ』講談社+α文庫
- 『日本の秘密』弓立社 1999
- 『ハリウッドで政治思想を読む』メディアワークス・角川書店 2000

### 政治・経済分析
- 『日本の危機の本質 逆襲の国家戦略』講談社 1998
- 『悪の経済学 覇権主義アメリカから、いかに日本が自立するか』祥伝社 1998
- 『アメリカの大嘘』講談社 1999
- 『逆襲する日本経済 ならず者大国・アメリカへの“挑戦状"』祥伝社 1999
- 『墮ちよ！日本経済 アメリカの軛から脱するために』祥伝社 2000 ISBN 4396611080
- 『テロ世界戦争と日本の行方 アメリカよ、驕る無かれ!』弓立社 2001
- 『悪賢いアメリカ、騙し返せ日本』講談社 2001 ISBN 4062105705
- 『金融鎖国 日本経済防衛論』祥伝社 2002 ISBN 4396611587
- 『世界覇権国アメリカの衰退が始まる』講談社 2002
- 『「実物経済」の復活 ペーパーマネーの終焉』光文社 2003 のち黄金文庫
- 『預金封鎖 「統制経済」へ向かう日本』祥伝社 2003 のち黄金文庫
- 『預金封鎖 実践対策編』祥伝社 2003 のち黄金文庫
- 『老人税 国は「相続」と「貯蓄」で毟り取る』祥伝社 2004 ISBN 4396612265
- 『やがてアメリカ発の大恐慌が襲いくる』ビジネス社、2004年 ISBN 4828411127
- 『重税国家 日本の奈落 金融ファシズムが国民を襲う』祥伝社 2005
- 『戦争経済(ウォー・エコノミー)に突入する日本 見せかけの「景気回復」の陰で国が企んでいること』祥伝社 2006 ISBN 4396612761
- 『ドル覇権の崩壊 静かに恐慌化する世界』徳間書店 2007 ISBN 4198620105
- 『守り抜け個人資産 国の金融管理が強まった』祥伝社 2007
- 『中国赤い資本主義は平和な帝国を目指す 日本はどのように立ち向かうべきか』ビジネス社 2008
- 『連鎖する大暴落 静かに恐慌化する世界』徳間書店 2008 ISBN 4198625093
- 『恐慌前夜 アメリカと心中する日本経済』祥伝社 2008 ISBN 4396613148
- 『副島隆彦の今こそ金を買う 世界恐慌を生き抜く!』祥伝社 2008
- 『日米「振り込め詐欺」大恐慌 私たちの年金・保険は3分の1に削られる』徳間書店 2009 ISBN 4198626723
- 『あと5年で中国が世界を制覇する』ビジネス社 2009 ISBN 978-4828415284
- 『ドル亡き後の世界』祥伝社 2009 ISBN 978-4396613464
- 『世界権力者 人物図鑑 - 世界と日本を動かす本当の支配者たち』日本文芸社 2010 ISBN 978-4537257434
- 『お金で騙される人、騙されない人』幻冬舎新書 2010
- 『副島隆彦の今こそ金そして銀を買う』祥伝社 2010
- 『日米地獄へ道連れ経済 "どん底"は2012年! Econo-Globalists 13』祥伝社 2010
- 『「金・ドル体制」の終わり : もうすぐ大恐慌 Econo-Globalists 14』祥伝社 2011
- 『中国バブル経済はアメリカに勝つ アジア人どうし戦わず』ビジネス社 2011
- 『欧米日やらせの景気回復』徳間書店 2012
- 『中国は世界恐慌を乗り越える』ビジネス社 2012
- 『ぶり返す世界恐慌と軍事衝突』祥伝社 2012
- 『ロスチャイルド200年の栄光と挫折』日本文芸社 2012
- 『アメリカ帝国の滅亡を予言する 映画で読む世界の真実』日本文芸社 2013
- 『それでも中国は巨大な成長を続ける』ビジネス社 2013
- 『帝国の逆襲 = Empire Strikes Back,Again. 金とドル最後の闘い』祥伝社 2013
- 『統制が始まる急いで金を買いなさい』祥伝社 2013
- 『闇に葬られた歴史』PHP研究所 2013
- 『トランプ大統領とアメリカの真実』日本文芸社 2016 ISBN 978-4537261530
- 『米軍の北朝鮮爆撃は（2018年）6月! ―米、中が金正恩体制破壊を決行する日―』光文社 2018
- 『本当は恐ろしいアメリカの思想と歴史－フリーメイソン=ユニテリアンは悪魔ではなく正義の秘密結社だった!－』秀和システム2020

### 日本
- 『属国・日本論』五月書房 1997
- 『属国日本論を超えて』五月書房 2002
- 『思想劇画 属国日本史 幕末編』早月堂書房 2004
- 『仕組まれた昭和史 思想劇画 日中・太平洋戦争の真実』 青木ヨシヒト&ロシナンテプロ画 日本文芸社 2008
- 『大災害から復活する日本』徳間書店 2011
- 『浮かれバブル景気から衰退させられる日本』徳間書店 2013

### 英語
- 『道具としての英語 別冊宝島』JICC出版局（現宝島社） 「道具としての英語基礎の基礎」編著 宝島社文庫
- 『欠陥英和辞典の研究 別冊宝島』JICC出版局 1989
- 『入試英語ここまで』JICC出版局 1989
- 『英語辞書大論争！別冊宝島』JICC出版局 1990
- 『英語で思想を読む』筑摩書房 1990 ちくまライブラリー
- 『英文法の謎を解く』ちくま新書 1995 ISBN 4480056416
- 『続・英文法の謎を解く』ちくま新書 1997 ISBN 4480057064
- 『完結・英文法の謎を解く』ちくま新書 1998 ISBN 4480057714
- 『からだで感じるNYの黒人英語』講談社 2000
- 『Be と Have からわかる英語のしくみ 英語国民の思考がわかれば、本当の英語が身につく!』日本文芸社 2006 ISBN 4537204362

### その他
- 『天に代わりて不義を討つ斬り捨て御免!』洋泉社 1996
- 『あなたが「金持ちサラリーマン」になる方法』三笠書房 2001
- 『人類の月面着陸は無かったろう論』徳間書店 2004 ISBN 4198618747
- 『私は税務署と闘う 恐ろしい日本の未来』ビジネス社 2005 ISBN 4828412042
- 『副島隆彦の人生道場』成甲書房 2008
- 『時代を見通す力 歴史に学ぶ知恵』PHP研究所 2008
- 『なぜ女と経営者は占いが好きか』幻冬舎新書 2011
- 『陰謀論とは何か 権力者共同謀議のすべて』幻冬舎新書 2012
- 『隠されたヨーロッパの血の歴史 ミケランジェロとメディチ家の裏側』ベストセラーズ　2012
- 『隠された歴史 そもそも仏教とは何ものか?』PHP研究所 2012
- 『個人備蓄の時代 自衛自活の"要塞"を築け!』光文社 2012
- 『説得する文章力』ベスト新書 2013

### 共編著
- 『法律学の正体』JICC出版局、1991 のち洋泉社 山口宏 (弁護士)共著
- 『現代の予言者・小室直樹の学問と思想』橋爪大三郎共著 弓立社、1992
- 『裁判の秘密』（洋泉社 1997）（山口宏共著）のち宝島社文庫
- 『裁判のカラクリ』 山口宏共著 講談社 2000
- 『現代アメリカを読み解く』 編著 金星堂 2000
- 『金儲けの精神をユダヤ思想に学ぶ』（編著）祥伝社 2005 ISBN 4396612346
- 『日本壊死 新しき人目覚めよ』ビジネス社 2005 船井幸雄共著
- 『昭和史からの警告 戦争への道を阻め』ビジネス社 2006 船井幸雄共著
- 『アメリカに食い尽くされる日本 小泉政治の粉飾決算を暴く』日本文芸社 2006 森田実共著 ISBN 4537254068
- 『最高支配層だけが知っている日本の真実』 編著 成甲書房 2007
- 『暴走する国家恐慌化する世界 迫り来る新統制経済体制の罠』 佐藤優共著 日本文芸社 2008
- 『エコロジーという洗脳 地球温暖化サギ・エコ利権を暴く「12の真論」』SNSI副島国家戦略研究所共著（成甲書房 2008）ISBN 4880862371
- 『売国者たちの末路』植草一秀共著 祥伝社 2009) ISBN 4396613342
- 『日本のタブー - むき出しの真実ほど恐ろしいものはない　悪魔の用語辞典 2』編著、SNSI副島国家戦略研究所 著 KKベストセラーズ 2010
- 『小沢革命政権で日本を救え 国家の主人は官僚ではない』佐藤優共著 日本文芸社 2010
- 『日本のタブー むき出しの真実ほど恐ろしいものはない 悪魔の用語辞典 2』編著 SNSI副島国家戦略研究所 著　ベストセラーズ 2010
- 『アメリカ権力者図鑑 崩壊する世界覇権国の今を読み解く』中田安彦共著　日本文芸社 2011
- 『原発事故、放射能、ケンカ対談』武田邦彦共著　幻冬舎 2011
- 『小室直樹の学問と思想』橋爪大三郎共著 ビジネス社 2011
- 『放射能のタブー 悪魔の用語辞典 3』編著 SNSI副島国家戦略研究所 著　ベストセラーズ 2011
- 『国家は「有罪」をこうして創る [「植草事件」裁判記録]』植草一秀,高橋博彦共著 祥伝社 2012, ISBN 9784396614256
- 『中国崩壊か繁栄か!? 殴り合い激論』石平共著　李白社 2012
- 『歴史・思想・宗教で読み解く中国人の本性（ホンセイ）』石平共著 李白社 2013
- 『小室直樹の世界-社会科学の復興をめざして』橋爪大三郎・宮台真司・山田昌弘・志田基与師・盛山和夫・今田高俊・大澤真幸・伊藤真・渡部恒三・関口慶太・村上篤直共著 ミネルヴァ書房 2013[20]
- 『カバールの正体　―世界人類の99.99%を支配する―』西森マリー共著 秀和システム 2021

## 翻訳
- 『アメリカン・ドリームの終焉』 ハンター・S.トンプソン 講談社 1993
- 『リバータリアニズム入門 現代アメリカの<民衆の保守思想>』 デイヴィッド・ボウツ 洋泉社 1998
- 『ネイティヴ・スピ-カ-が教えるシンプル英文法』パトリシア・T.オコナー DHC 2002
- 『次の超大国は中国だとロックフェラーが決めた』ヴィクター・ソーン[21]）（徳間書店 2006）ISBN 4198621535
- 『イスラエル・ロビーとアメリカの外交政策』ジョン・J.ミアシャイマー,スティーヴン・M.ウォルト 講談社 2007
- 『メルトダウン 金融溶解』トーマス・ウッズ 成甲書房 2009
- 『他人のカネで生きているアメリカ人に告ぐ ―リバータリアン政治宣言―』ロン・ポール 成甲書房 2011
- 『ロン・ポールの連邦準備銀行を廃止せよ』ロン・ポール 成甲書房 2012

## 受賞
- 2005年 『人類の月面着陸は無かったろう論』で日本トンデモ本大賞を受賞[22]
- 2011年 「日本トンデモ本大賞2011」にて、過去20年間に大賞を受賞したトンデモ本の中から『人類の月面着陸は無かったろう論』が「トンデモ本ベスト・オブ・ベスト」を受賞[23]